# جغرافیای کوالا لامپور

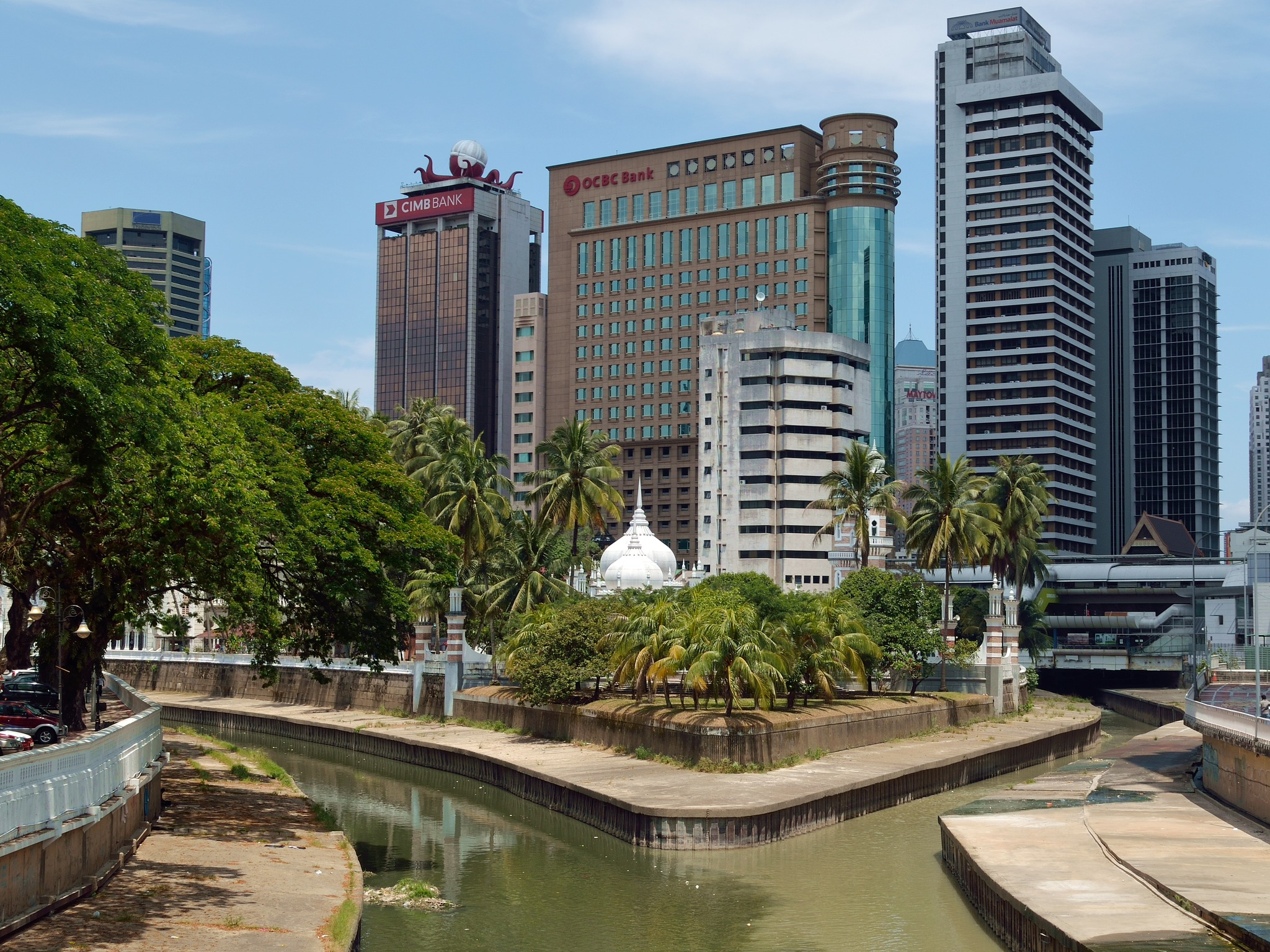
مسجد جامک در محل تلاقی رودهای گومباک (چپ) و کلانگ (راست).

جغرافیای کوالا لامپور (انگلیسی: Geography of Kuala Lumpur)، مالزی با یک دره بسیار بزرگ، معروف به کلانگ والی، مشخص می‌شود که با کوه‌های تی‌تی‌وانگسا در سمت شرق، چند رشته کوه کوچک در سمت جنوب و شمال و تنگه ملاکا در غرب هم‌مرز است. نام کوالا لامپور به صورت تحت اللفظی به معنی دهانه رودخانه گل آلود است؛ کوالامپور در محل تلاقی رودهای کلانگ و گومباک در پیش روی تنگه ملاکا واقع شده‌است.